# Stenostelma carinatum
Stenostelma carinatum là một loài thực vật có hoa trong họ La bố ma. Loài này được (Schltr.) Bullock miêu tả khoa học đầu tiên năm 1957.